# 福岡市立福翔高等学校
福岡市立福翔高等学校（ふくおかしりつ ふくしょうこうとうがっこう）は、福岡県福岡市南区野多目五丁目に位置する市立高等学校。
かつては福岡市立福岡商業高等学校と称し、「福商」（ふくしょう）の略称で呼ばれていたが、2000年に学科を再編成して総合学科に統一し、現校名に変更された。ただし略称の読みは同じである。

## 教育組織
- 総合学科
  - 国公立文系進学コース
  - 国公立理系進学コース
  - 私立文系進学コースI（センター試験対応)
  - 私立文系進学コースII（専門学校または私立大学希望者）
  - 私立理系進学コース

## 沿革
※月の記載のないものは、当該年の新年度から実施したもの。
- 1899年7月 - 設立認可。
- 1900年4月 - 福岡市商業学校として福岡市材木町（現: 福岡市中央区天神三丁目）の少林寺内に開校。
- 1901年5月 - 福岡市立福岡商業学校と改称し、予科を新設。
- 1902年11月 - 筑紫郡千代村堅粕（現: 福岡市博多区堅粕）に新校舎を建設、移転。
- 1919年12月 - 福岡商業学校と改称。
- 1922年 - 予科を廃止。
- 1924年 - 第1種制（修業年限5年）、第2種制（同3年）を新設。
- 1935年 - 第2種制を廃止。
- 1943年1月 - 中等学校令の施行により、修業年限4年となる。
- 1944年 - 敷地・校舎を国に寄付し、新規生徒募集を停止。敷地・校舎は九州帝国大学（現・九州大学）工業専門部として使用。女子部を新設。
- 1946年 - 敷地・校舎の返還を受け、男子生徒募集を再開するとともに女子部と男子部を統合し、男女共学となる。
- 1948年 - 学制改革により高等学校となり、福岡市立福岡商業高等学校と改称。修業年限1年の別科を新設。
- 1954年 - 定時制課程を新設。
- 1963年 - 別科を廃止。
- 1963年12月 - 福岡市大字野多目唐ノ原（現在地）に移転。旧校舎・敷地は東福岡高等学校に譲渡。
- 1971年 - 学科制度を設け、情報処理科と商業科に分離。
- 1981年 - 普通科を新設。
- 2000年 - 全日制課程の全学科を統合し、総合学科を新設。定時制課程を廃止。これにあわせ、福岡市立福翔高等学校と改称。
- 2002年 - トレーニングルーム設置（機器一式、創立100周年記念として福商会より寄贈）。
- 2006年 - ホームルーム教室エアコン設置。
- 2006年 - 駿台予備学校のサテライト講座開講（複数教室で300人同時受講可、個別対応は同時100人）。
- 2007年 - 「キャリア教育の充実発展に尽力し、顕著な功績が認められる学校等」に対して行われる文部科学大臣表彰を受賞。
- 2018年 - 公立高校初のeスポーツチームを創設[1]。翌年の茨城国体「全国都道府県対抗eスポーツ選手権」に出場。

## 校歌
- 作詞: 清水忠四郎
- 作曲: 松園郷美

## 部活動（現在活動中のみ）
運動部
- バレーボール（男・女）
- 陸上（男・女）
- 野球
- ソフトテニス
- 水泳
- サッカー（男・女）
- バドミントン（男・女）
- 卓球
- 剣道
- バスケットボール（男・女）
- ソフトボール（女子）

文化部
- 書道
- 美術
- コンピュータ（eスポーツ）
- 箏曲
- 吹奏楽
- 演劇
- ギター
- 茶道
- 文芸
- 写真
- 放送
- 英会話
- 簿記電卓部

## 通学手段など
- 生徒の主な通学手段
  - 自転車：生徒の約9割が自転車で通学している。
  - バス: 西鉄バス福翔高校前バス停
※学校周辺に鉄道駅はなく、公共交通機関での通学はバスに依存する。
- 最寄り鉄道駅: 西鉄天神大牟田線大橋駅（駅からバス利用）

## 著名な出身者
- 出光佐三（出光興産創業者）
- 高田五郎（元東京ガス社長）
- 篠原康次郎（元広島相互銀行頭取）
- 木村重吉（元西日本鉄道社長）
- 俣野健輔（元飯野海運社長）
- 沖四郎（沖学園高等学校創設者）
- 進藤英太郎（俳優）
- 浜村純（俳優）
- 小林よしのり（漫画家）
- 甲斐よしひろ（ミュージシャン）
- 藤原眞莉（ライトノベル作家）
- 溝口梅太郎（福岡大学創立者）
- 志波芳則（東福岡高校サッカー部顧問）
- 篠原隆史（バスケットボール選手）
- 加納督大（プロバスケットボール選手）
- 藤本浩太郎（バスケットボール選手）
- 小澤智将（プロバスケットボール選手）
- 宮原健斗（プロレスラー）
- 渋田治代（競艇選手）
- 真鍋呉夫（作家）
- 柴田敬（経済学者）
- 小林幸一（元サッカー選手）
- 藤原さくら（シンガーソングライター）
- 梶原大暉 （パラバドミントン選手）
- 中牟田喜一郎（岩田屋社長、日本テニス協会会長）

## 周辺
- 照天神社
伊邪那岐命および伊邪那美命を祀る神社。野多目大池（のためおおいけ）[2][3]をはさんで東に位置。